# Alain Ambrosino
Alain Charles André Ambrosino (Casablanca, 15 juni 1951) is een Frans voormalig rallyrijder, afkomstig uit Marokko.

## Carrière
Alain Ambrosino debuteerde in 1969 in de rallysport. In tegenstelling tot een groot deel van zijn landgenoten, was Ambrosino voornamelijk actief op het Afrikaanse continent, waar hij succesvol was met het winnen van drie Afrikaanse rallytitels in 1983, 1986 en 1987. Ook deed hij daar het gros van zijn deelnames in het Wereldkampioenschap rally, en was daarin met name succesvol in Ivoorkust. Hij eindigde derde tijdens deze rally in 1980 en 1985, en won het evenement uiteindelijk met een Nissan 200SX in 1988, wat daarmee de laatste WK-rally overwinning werd van een achterwielaangedreven rallyauto.
Vanaf eind jaren tachtig, tot midden jaren negentig, stortte hij zijn aandacht op langeafstandswedstrijden in de vorm van Rally raid, met onder meer deelnames aan de Dakar-rally voor Peugeot en later ook Citroën.

## Complete resultaten in het Wereldkampioenschap rally

### Overwinningen
| Nr. | Seizoen | Rally                               | Navigator      | Auto         |
| --- | ------- | ----------------------------------- | -------------- | ------------ |
| 1   | 1988    | 20ème Marlboro Rallye Côte d'Ivoire | Daniel Le Saux | Nissan 200SX |

### Overzicht van deelnames
| Seizoen | Inschrijving                     | Auto                     | 1   | 2   | 3   | 4      | 5      | 6      | 7   | 8   | 9      | 10    | 11     | 12     | 13  | Pos. | Punten |
| ------- | -------------------------------- | ------------------------ | --- | --- | --- | ------ | ------ | ------ | --- | --- | ------ | ----- | ------ | ------ | --- | ---- | ------ |
| 1974    | Alain Ambrosino                  | Alpine-Renault A110 1800 | POR | KEN | FIN | ITA    | CAN    | VST NF | GBR | FRA |        |       |        |        |     | -    | -      |
| 1975    | Alain Ambrosino                  | Datsun 180B              | MON | ZWE | KEN | GRI    | MAR 11 | POR    | FIN | ITA | FRA    | GBR   |        |        |     | -    | -      |
| 1978    | Alain Ambrosino                  | Peugeot 104 ZS           | MON | ZWE | POR | KEN    | GRI    | FIN    | CAN | ITA | IVK NF | FRA   | GBR    |        |     | -    | -      |
| 1979    | Automobiles Peugeot              | Peugeot 504 V6 Coupé     | MON | ZWE | POR | KEN    | GRI    | NZL    | FIN | ITA | CAN    | FRA   | GBR    | IVK 6  |     | 34   | 6      |
| 1980    | SARI Peugeot                     | Peugeot 504 V6 Coupé     | MON | ZWE | POR | KEN    | GRI    | ARG    | FIN | NZL | ITA    | FRA   | GBR    | IVK 3  |     | 21   | 12     |
| 1981    | Marshalls East Africa Ltd.       | Peugeot 504 V6 Coupé     | MON | ZWE | POR | KEN NF | FRA    | GRI    | ARG | BRA | FIN    | ITA   |        |        |     | 33   | 6      |
| 1981    | SARI Peugeot                     | Peugeot 504 V6 Coupé     |     |     |     |        |        |        |     |     |        |       | IVK 6  | GBR    |     | 33   | 6      |
| 1982    | Peugeot Nigeria                  | Peugeot 505 V6           | MON | ZWE | POR | KEN    | FRA    | GRI    | NZL | BRA | FIN    | ITA   | IVK 5  | GBR    |     | 26   | 8      |
| 1983    | Alain Ambrosino                  | Peugeot 505 V6           | MON | ZWE | POR | KEN    | FRA    | GRI    | NZL | ARG | FIN    | ITA   | IVK 5  | GBR    |     | 17   | 10     |
| 1984    | Alain Ambrosino                  | Opel Manta 400           | MON | ZWE | POR | KEN    | FRA    | GRI    | NZL | ARG | FIN    | ITA   | IVK 4  | GBR    |     | 19   | 10     |
| 1985    | D.T. Dobie & Co Ltd.             | Nissan 240RS             | MON | ZWE | POR | KEN 6  | FRA    | GRI    | NZL | ARG | FIN    | ITA   |        |        |     | 15   | 18     |
| 1985    | Nissan Motor Co Ltd.             | Nissan 240RS             |     |     |     |        |        |        |     |     |        |       | IVK 3  | GBR    |     | 15   | 18     |
| 1986    | Alain Ambrosino                  | Nissan 240RS             | MON | ZWE | POR | KEN    | FRA    | GRI    | NZL | ARG | FIN    | IVK 8 | ITA    | GBR    | VST | 50   | 3      |
| 1987    | Nissan Motorsports International | Nissan 200SX             | MON | ZWE | POR | KEN    | FRA    | GRI    | VST | NZL | ARG    | FIN   | IVK NF | ITA    | GBR | -    | 0      |
| 1988    | Marlboro Team Africa             | Nissan 200SX             | MON | ZWE | POR | KEN NF | FRA    | GRI    | VST | NZL | ARG    | FIN   |        |        |     | 14   | 20     |
| 1988    | Alain Ambrosino                  | Nissan 200SX             |     |     |     |        |        |        |     |     |        |       | IVK 1  | ITA    | GBR | 14   | 20     |
| 1989    | Alain Ambrosino                  | Nissan 200SX             | ZWE | MON | POR | KEN    | FRA    | GRI    | NZL | ARG | FIN    | AUS   | ITA    | IVK NF | GBR | -    | 0      |
| 1990    | Alain Ambrosino                  | Nissan March Super Turbo | MON | POR | KEN | FRA    | GRI    | NZL    | ARG | FIN | AUS    | ITA   | IVK 4  | GBR    |     | 20   | 10     |

##### Noot
- Het concept van het Wereldkampioenschap Rally tussen 1973 en 1976, hield in dat er enkel een kampioenschap open stond voor constructeurs.
- In de seizoenen 1977 en 1978 werd de FIA Cup for Drivers georganiseerd. Hierin meegerekend alle WK-evenementen, plus tien evenementen buiten het WK om.